# Tiên sinh
Tiên sinh (ahv.), sensei (先生), sinsang, (sonsaeng / seonsaeng tương đương bằng tiếng Hàn) hoặc xiansheng (trong tiếng Trung) là một thuật ngữ tôn trọng dùng trong hệ thống danh xưng tôn trọng của Trung Hoa, Nhật Bản, Triều Tiên và Việt Nam, được dịch ra là "người sinh trước người khác" hay "người đến nơi trước". Trong cách dùng thông thường, nó được nói, trong hình thức phù hợp, sau tên một người và có nghĩa là "người dạy dỗ"; từ này cũng được sử dụng như một danh hiệu để chỉ hoặc xưng với các chuyên gia hoặc người có thẩm quyền khác, chẳng hạn như giáo sĩ, kế toán, luật sư, bác sĩ và chính trị gia  hay còn để tỏ lòng tôn trọng với một người đạt tới một mức lão luyện nhất định trong một môn nghệ thuật hay một số kĩ năng khác, ví dụ tiểu thuyết gia, nhạc sĩ, nghệ sĩ và võ sĩ thành đạt.

## Từ nguyên
Hai kí tự hình thành nên từ này được dịch theo nghĩa đen là "sinh trước" và ngụ ý là một người dạy dỗ dựa trên sự khôn ngoan từ tuổi tác và kinh nghiệm.
Từ có kí tự đứng trước là tính từ 大, phát âm là "dai" (hay "ō"), nghĩa là "Lớn" hay "Vĩ đại" thường được dịch là "người thầy vĩ đại". Thuật ngữ kết hợp này "dai-sensei", đôi khi được dùng để chỉ những người thầy cao nhất trong một trường phái hay truyền thống, nhất là trong hệ thống iemoto. Đối với những thành viên cao cấp trong một nhóm, người chưa đạt tới mức "sensei", thuật ngữ senpai (先輩) được sử dụng – chú ý việc sử dụng lại từ 先 "trước", trong võ thuật, từ này được xưng hô cho hầu hết các võ sinh cao cấp chưa đạt tới mức "sensei".
Cách diễn đạt tiếng Nhật của 'sensei' có chung các ký tự với từ tiếng Trung, phát âm là xiānshēng trong tiếng Trung Quốc tiêu chuẩn. Xiansheng là một danh hiệu tôn trọng cho một người đàn ông có thành tựu đáng ngưỡng mộ. Phát âm tiếng Trung của thuật ngữ này có thể là * senʃaŋ hoặc * sienʃaŋ.   Trong tiếng Trung tiêu chuẩn hiện đại, nó được sử dụng giống như danh xưng "Mr". Trước sự phát triển của tiếng bản địa hiện đại, xiānshēng đã được sử dụng để gọi các giáo viên của cả hai giới; điều này đã không còn được sử dụng trong tiếng Trung Quốc tiêu chuẩn, mặc dù nó được giữ lại trong một số ngôn ngữ khác phía nam Trung Quốc như Quảng Đông, Phúc Kiến, Teochew và Hakka, nơi nó vẫn có nghĩa là "giáo viên" hoặc "bác sĩ". Trong tiếng Nhật, sensei vẫn được sử dụng để xưng hô với người của cả hai giới. Dường như cả hai cách sử dụng hiện nay của Trung Quốc và Nhật Bản phản ánh rõ hơn về từ nguyên của Trung Quốc.

## Trong Phật giáo
Trong các trường phái zen lcủa Sanbo Kyodan, sensei được dùng để chỉ những tu sĩ dưới cấp bậc của rōshi. Tuy nhiên, các trường phái khác của Phật giáo tại Nhật Bản sử dụng thuật ngữ này cho bất kỳ tu sĩ nào, bất kể số năm tu tập; ví dụ, danh xưng này cũng được sử dụng cho các lãnh tụ của Jōdo Shinshū ở Hoa Kỳ, dù họ có là người dân tộc Nhật Bản hay không. Trong trường phái thiền của Kwan Um, theo thiền sư Seungsahn, danh xưng tiếng Hàn ji do poep sa nim rất giống với tựa đề tiếng Nhật "sensei".
Trong Phật giáo Nichiren, các thành viên của Soka Gakkai International gọi lãnh tụ của tăng đoàn, hiện là Daisaku Ikeda, là Sensei.    